# Lista de bairros de Belém por IDH

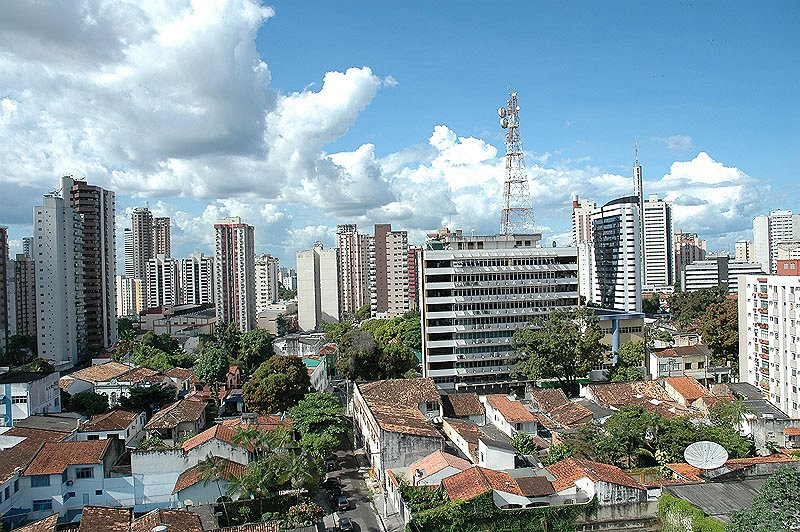
Bairro do Reduto, possui um dos maiores indicadores sociais de Belém.

Esta é uma lista de IDH dos bairros do município de Belém segundo os dados do censo 2010, realizado pelo IBGE. 

## Critérios
O índice varia de zero até 1, sendo considerado:
- 0,800 a 1,000 Muito Alto
- 0,700 a 0,799 Alto
- 0,600 a 0,699 Médio
- 0,500 a 0,599 Baixo
- 0,000 a 0,499 Muito Baixo

## Bairros
| Nº  | Bairro (s) e Distritos                                                          | Índice de Renda | Índice de Longevidade | Índice de Educação | Índice de Desenvol- vimento Humano |
| Nº  | Bairro (s) e Distritos                                                          | IDH-R           | IDH-L                 | IDH-E              | IDH                                |
| --- | ------------------------------------------------------------------------------- | --------------- | --------------------- | ------------------ | ---------------------------------- |
| 1º  | Nazaré                                                                          | 0,961           | 0,932                 | 0,888              | 0,927                              |
| 1º  | Reduto                                                                          | 0,961           | 0,932                 | 0,888              | 0,927                              |
| 2º  | Campina                                                                         | 0,944           | 0,929                 | 0,882              | 0,918                              |
| 3º  | São Brás                                                                        | 0,920           | 0,925                 | 0,877              | 0,907                              |
| 4º  | Umarizal                                                                        | 0,883           | 0,917                 | 0,857              | 0,885                              |
| 5º  | Miramar                                                                         | 0,862           | 0,915                 | 0,866              | 0,881                              |
| 6º  | Batista Campos                                                                  | 0,869           | 0,901                 | 0,829              | 0,866                              |
| 7º  | Souza                                                                           | 0,825           | 0,903                 | 0,839              | 0,855                              |
| 8º  | Marco                                                                           | 0,833           | 0,888                 | 0,803              | 0,841                              |
| 9º  | Cidade Velha                                                                    | 0,828           | 0,891                 | 0,802              | 0,840                              |
| 10º | Val-de-Cans                                                                     | 0,841           | 0,882                 | 0,798              | 0,839                              |
| 11º | Parque Verde                                                                    | 0,812           | 0,875                 | 0,792              | 0,820                              |
| 12º | Marambaia                                                                       | 0,792           | 0,805                 | 0,772              | 0,813                              |
| 13º | Jurunas                                                                         | 0,778           | 0,872                 | 0,762              | 0,802                              |
| 14º | Mangueirão                                                                      | 0,768           | 0,868                 | 0,755              | 0,795                              |
| 15º | Canudos                                                                         | 0,751           | 0,873                 | 0,752              | 0,790                              |
| 16º | Pratinha                                                                        | 0,791           | 0,842                 | 0,730              | 0,785                              |
| 17º | Pedreira                                                                        | 0,746           | 0,866                 | 0,742              | 0,784                              |
| 18º | Coqueiro                                                                        | 0,736           | 0,859                 | 0,733              | 0,774                              |
| 19º | Fátima                                                                          | 0,720           | 0,856                 | 0,721              | 0,763                              |
| 20º | Tenoné                                                                          | 0,726           | 0,843                 | 0,716              | 0,760                              |
| 21º | Sacramenta                                                                      | 0,700           | 0,840                 | 0,734              | 0,758                              |
| 22º | Telégrafo                                                                       | 0,723           | 0,840                 | 0,699              | 0,754                              |
| 23º | Ponta Grossa                                                                    | 0,708           | 0,844                 | 0,716              | 0,753                              |
| 24º | Castanheira                                                                     | 0,712           | 0,844                 | 0,706              | 0,751                              |
| 25º | Guamá                                                                           | 0,709           | 0,830                 | 0,699              | 0,746                              |
| 26º | Águas Negras                                                                    | 0,723           | 0,830                 | 0,684              | 0,745                              |
| 27º | Parque Guajará                                                                  | 0,694           | 0,824                 | 0,678              | 0,729                              |
| 28º | Vila / Murubira / Porto Arthur / Aeroporto Chapéu Virado / Praia Grande / Farol | 0,701           | 0,826                 | 0,663              | 0,727                              |
| 29º | Cremação                                                                        | 0,690           | 0,825                 | 0,668              | 0,724                              |
| 30º | Agulha                                                                          | 0,678           | 0,825                 | 0,667              | 0,719                              |
| 31º | Cruzeiro                                                                        | 0,675           | 0,815                 | 0,671              | 0,717                              |
| 32º | Maracangalha                                                                    | 0,669           | 0,812                 | 0,661              | 0,711                              |
| 33º | Tapanã                                                                          | 0,675           | 0,811                 | 0,656              | 0,710                              |
| 34º | Campina de Icoaraci                                                             | 0,669           | 0,819                 | 0,653              | 0,709                              |
| 35º | Curió-Utinga                                                                    | 0,674           | 0,823                 | 0,646              | 0,708                              |
| 36º | Carananduba                                                                     | 0,654           | 0,803                 | 0,651              | 0,699                              |
| 37º | Terra Firme                                                                     | 0,798           | 0,801                 | 0,621              | 0,687                              |
| 38º | Barreiro                                                                        | 0,668           | 0,806                 | 0,594              | 0,684                              |
| 39º | São João do Outeiro                                                             | 0,655           | 0,807                 | 0,603              | 0,683                              |
| 40º | Benguí                                                                          | 0,641           | 0,790                 | 0,609              | 0,676                              |
| 41º | Cabanagem / Una                                                                 | 0,618           | 0,761                 | 0,602              | 0,657                              |
| 42º | Guanabara                                                                       | 0,630           | 0,792                 | 0,565              | 0,656                              |
| 43º | Maracacuera                                                                     | 0,626           | 0,766                 | 0,583              | 0,654                              |
| 44º | Condor                                                                          | 0,616           | 0,769                 | 0,549              | 0,644                              |
| 45º | Ariramba / São Francisco                                                        | 0,620           | 0,758                 | 0,549              | 0,642                              |
| 46º | São Clemente                                                                    | 0,616           | 0,755                 | 0,565              | 0,641                              |
| 47º | Itaiteua                                                                        | 0,625           | 0,760                 | 0,553              | 0,640                              |
| 47º | Mangueiras / Maracajá                                                           | 0,625           | 0,760                 | 0,553              | 0,640                              |
| 47º | Marahú / Paraiso / Baia do Sol / Caruará                                        | 0,625           | 0,760                 | 0,553              | 0,640                              |
| 48º | Águas Lindas                                                                    | 0,596           | 0,753                 | 0,554              | 0,634                              |
| 49º | Universitário                                                                   | 0,601           | 0,739                 | 0,554              | 0,629                              |
| 50º | Água Boa                                                                        | 0,611           | 0,750                 | 0,535              | 0,626                              |
| 51º | Aurá                                                                            | 0,585           | 0,740                 | 0,556              | 0,622                              |
| 51º | Natal do Murubira                                                               | 0,585           | 0,740                 | 0,556              | 0,622                              |
| 51º | Paracuri                                                                        | 0,585           | 0,740                 | 0,556              | 0,622                              |
| 52º | Brasília                                                                        | 0,562           | 0,723                 | 0,463              | 0,573                              |
| 52º | Sucurijuquara / Bonfim                                                          | 0,562           | 0,723                 | 0,463              | 0,573                              |